# Região da Replan
22° 43' 58.1" S 47° 9' 8.1" O
A região da REPLAN é uma das sub-regiões de Paulínia. Engloba os bairros Cascata, Bonfim e Meia-Lua e está centrada na refinaria de Paulínia. Possui várias empresas petroquímicas e químicas que fazem de Paulínia uma das cidades mais ricas do estado e do país.